# 아토마스

## 요약
2015년에 발매된 Sirnic 사의 퍼즐 게임이다. 같은 원소 2개를 플러스 원자로 합쳐 더 높은 단계를 만들어야 하고, 개수를 잘 유지해야 한다. 원소를 아무것도 몰라도 할 수 있는 유익한 게임이다. 현질을 전혀 하지 않아도, 와이파이가 없어도 잘 플레이 할 수 있는 것이 장점이다.

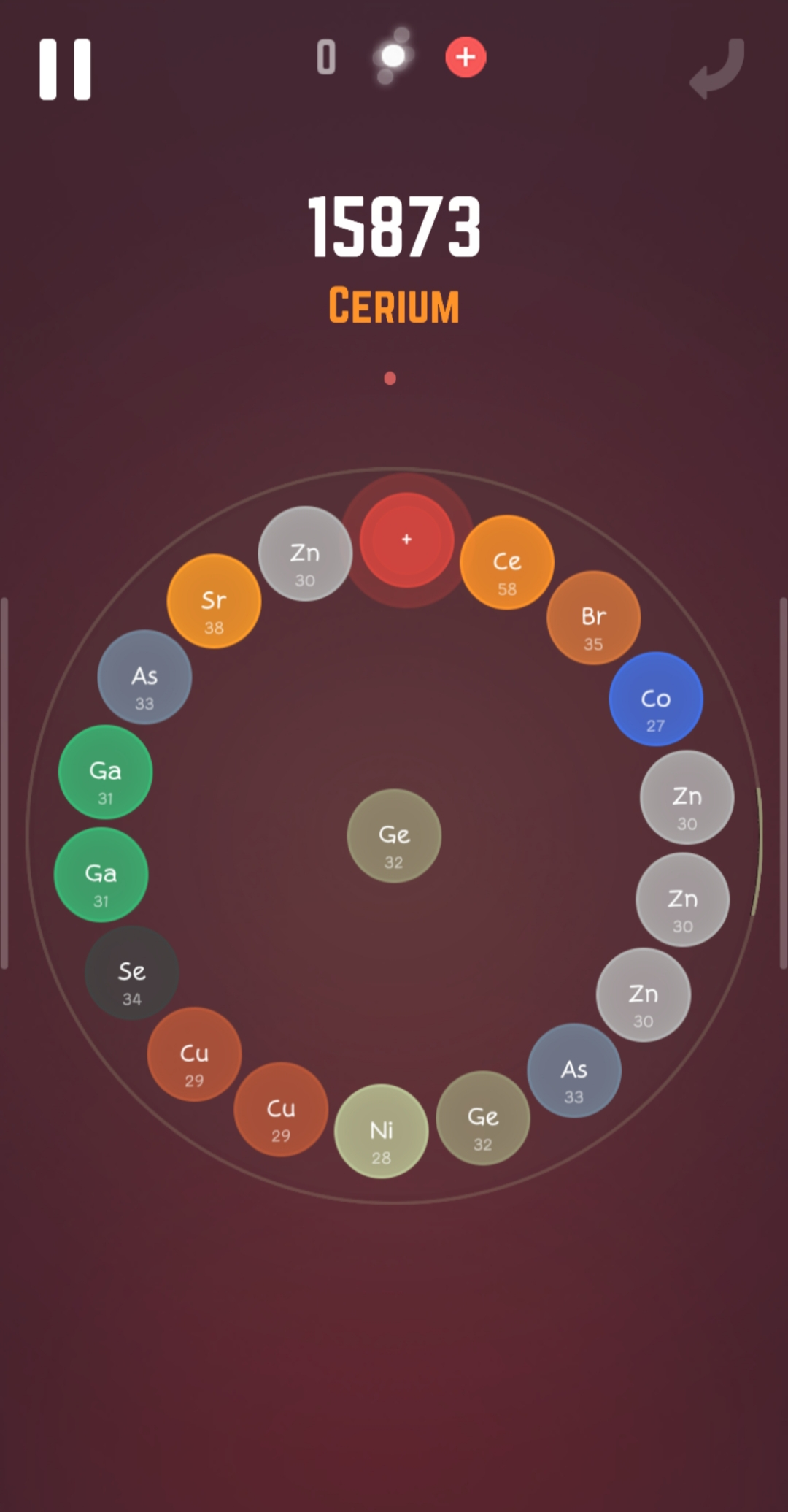
개수를 유지 못하면 이렇게 된다.

## 게임 방법
정확한 내용은 FANDOM에서 확인하시기 바랍니다.
- 똑같은 원소 사이 플러스 원자를 넣어 결합시킬 수 있다.
- 원 안에 원자를 최대 18개까지 놓을 수 있다. (클래식 모드 기준)
- 원소를 합치면 그 다음 원소가 나온다. (ex. H와 H를 합치면 He가 나온다)
- 한 점을 기준으로 대칭을 이룬 뒤, 플러스 원자를 사이에 넣으면 한꺼번에 결합시킬 수 있다.
- 플러스 원자(Plus Atom)는 최소 5회에 1번 꼴로 나온다. (아무 업그레이드도 하지 않았을 때의 기준)
- 마이너스 원자(Minus Atom)를 이용하여 원자 하나를 빼낼 수 있으며, 아무 곳에 재배열 하거나 2번 터치하면 플러스로 바꿀 수 있다.
- 마이너스 원자는 20회에 1번 꼴로 나온다.
- 암 플러스(Dark Plus)는 다른 원소 2개를 합칠 수 있다.
- 암 플러스는 750점 이상일 때 80회에 1번 꼴(1.25%)로 나온다.
- 중성미자(Neutrino)는 원자를 하나 복사할 수 있다.
- 중성미자는 1500점 이상일 때 60회에 1번 꼴로 나온다.
- 룩손(Luxon)은 한 원자를 플러스 원자로 1턴 동안 바꿀 수 있다.
- 반물질(Antimatter)은 필드에 있는 원소의 반을 합성시킬 수 있다.
- 반물질은 유료 아이템이지만, 처음 시작할 때 반물질을 준다. 또한 도전과제를 다 클리어했을 때 3개의 반물질을 준다.
- 가운데 무작위로 뜨는 원자의 번호 범위는 40회 주기로 바뀌며, 이 범위보다 작은 원자번호가 필드에 있다면 1/(원 안의 원자의 종류)의 확률로 뜨곤 한다. 마이너스 원자가 떴을 때 되도록이면 원자번호가 작은 것을 플러스로 바꾸는 게 유리하다.
- 업데이트로 불안정 동위원소(Unstable Isotope)가 등장하였다. 현실반영? 최소 8개의 원자를 융합하면 나온다. 원자 겉에 반짝거리는 파티클이 생기는데, 합치면 라운드 수에 비례하여 점수를 추가적으로 준다. 마이너스로 옮기면 일반 원자로 바뀐다.

## 원소
Atomas에서는 원소가 무려 125개(!)나 된다. 현실에서는 118개이기에 나머지 7개는 제작자가 직접 만든 것들이다.
-참고 주기율표-
| 숫자 | 원소 기호(게임 내에서의 색깔) | 이름                      |
| ---- | ----------------------------- | ------------------------- |
| 1    | H                             | 수소(Hydrogen)            |
| 2    | He                            | 헬륨(Helium)              |
| 3    | LI                            | 리튬(Lithium)             |
| 4    | Be                            | 베릴륨(Beryllium)         |
| 5    | B                             | 붕소(Boron)               |
| 6    | C                             | 탄소(Carbon)              |
| 7    | N                             | 질소(Nitrogen)            |
| 8    | O                             | 산소(Oxygen)              |
| 9    | F                             | 플루오린(Fluorine)        |
| 10   | Ne                            | 네온(Neon)                |
| 11   | Na                            | 나트륨, 소듐(Sodium)      |
| 12   | Mg                            | 마그네슘(Magnesium)       |
| 13   | Al                            | 알루미늄(Aluminum)        |
| 14   | Si                            | 규소(Silcon)              |
| 15   | P                             | 인(Phosphorus)            |
| 16   | S                             | 황(Sulfur)                |
| 17   | Cl                            | 염소(Chlorine)            |
| 18   | Ar                            | 아르곤(Argon)             |
| 19   | K                             | 칼륨(Potassium)           |
| 20   | Ca                            | 칼슘(Calcium)             |
| 21   | Sc                            | 스칸듐(Scandium)          |
| 22   | Ti                            | 타이타늄(Titanium)        |
| 23   | V                             | 바나듐(Vanadium)          |
| 24   | Cr                            | 크로뮴(Chromium)          |
| 25   | Mn                            | 망간, 망가니즈(Manganese) |
| 26   | Fe                            | 철(Iron)                  |
| 27   | Co                            | 코발트(Cobalt)            |
| 28   | Ni                            | 니켈(Nickel)              |
| 29   | Cu                            | 구리(Copper)              |
| 30   | Zn                            | 아연(Zinc)                |
| 31   | Ga                            | 갈륨(Gallium)             |
| 32   | Ge                            | 게르마늄(Germanium)       |